# Skånings tingslag
Skånings tingslag var ett tingslag i Skaraborgs län.
Tingslaget bildades 1680 och uppgick 1 januari 1905 i Skånings och Valle tingslag.
Tingslaget omfattade Skånings härad och ingick i Skånings, Valle och Vilske domsaga från 1864. 
Tingsplats var från 1886 i Skara.